# سعدون السويحلي
سعدون السويحلي هو أحد المجاهدين الليبيين ولد عام 1890 بزاوية المحجوب.

## حياته
تلقى سعدون تعليمه الأولى بمدرسة زاوية المحجوب في مصراتة، وامتاز بالفروسية والشجاعة والصراحة، وقوة الإرادة. نفته إيطاليا بعد معركة القرضابية عام 1915 م، ثم أطلق سراحه بعد اتفاقية الصلح المبرمة مع الحكومة الوطنية عام 1918 م، وبعد عودته من منفاه ساهم في المعارك الوطنية بصورة فعالة.
كان قائدًا للجيش الوطني في مصراتة في شطوط المنطقة الشرقية من طرابلس، ولم يترك الزي العسكري طيلة أيام المعارك التي خاضها. من أبرز المعارك التي قادها وخاض غمارها هي معركة ساحل مصراتة، معركة السبت الدامية، معركة عين كعام، معركة السلحيبة، معركة النقازة ومعركة المشرك.

## وفاته
في يوم السبت 19 رمضان 1341 هـ الموافق 4 مايو 1923 م استشهد في معركة المشرك ودُفن في تلك المنطقة عند طريق «السدادة».